# 鸟嘴属
鸟嘴属（学名：Ibla）为鸟嘴科的一个属。

## 下级分类
本属包括以下物种：
- 多毛鸟嘴 Ibla cumingi Darwin, 1851
- Ibla quadrivalvis (Cuvier, 1817)